# نائوتو میکی
نائوتو میکی (ژاپنی: 三木 直土؛ زادهٔ ۸ مهٔ ۲۰۰۱) یک بازیکن فوتبال اهل ژاپن است.
از باشگاه‌هایی که در آن بازی کرده‌است می‌توان به باشگاه فوتبال جوبیلو ایواتا اشاره کرد.